# Metro van Frankfurt am Main
De Metro van Frankfurt am Main (Duits: U-Bahn Frankfurt) is een van de drie railgebonden OV-systemen in de Duitse stad Frankfurt am Main, naast de S-Bahn en tram. De metro in Frankfurt valt in Duitsland onder de categorie Stadtbahn: een type OV-systeem dat elementen leent van zowel de tram als de metro.
Het eerste tunneldeel werd in 1968 geopend en het omvat een 65 kilometer lang spoornet, bestaande uit negen lijnen (U1-U9). In 2009 werden er ongeveer 114 miljoen passagiers vervoerd. Het netwerk kent 27 ondergrondse en 59 bovengrondse stations.
De stations Hauptwache en Konstablerwache, waar men op alle lijnen kan overstappen, zijn de belangrijkste en drukste knooppunten van het Frankfurtse metronet.

## Stadtbahn

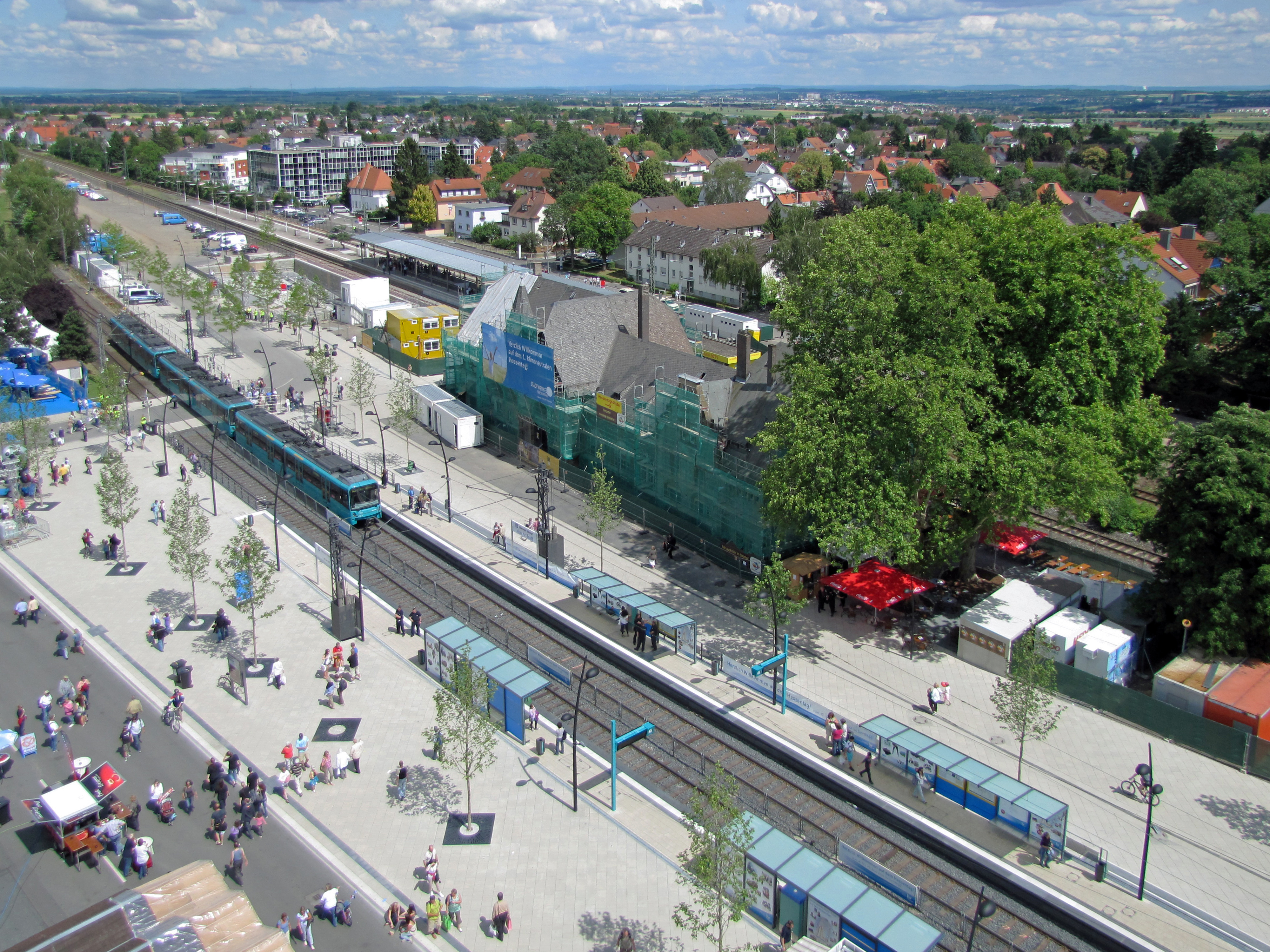
Station Oberursel met perrons voor trein en stadtbahn.

De metro van Frankfurt is een hybride-systeem: het leent elementen van zowel tram als metro. Van de tram komt het rijden op straat en in beddingen op of direct naast de straat. Van de metro komt het rijden in tunnels en de hoge perrons bij haltes of in de stations. De trajecten door tunnels liggen voornamelijk onder het stadscentrum. Dit soort gemixte systeem wordt in het Duits Stadtbahn en in het Engels lightrail genoemd. In de regio van Frankfurt wordt echter de term U-bahn (ondergrondse) gebruikt.
Het resultaat is dat de metro met sneltrams worden bediend waarbij de voeding gaat via een pantograaf die tijdens het rijden langs een bovenleiding sleept. Ook werd in de tunnels met trams gereden, van het type Mt (tot 1978) en type Pt (tot 2016). Dit waren oorspronkelijk de Frankfurtse tramtypen M en P die voor het rijden in tunnels werden omgebouwd en daarvoor er een t in de typeaanduiding bij kregen. Het ombouwen bestond naast de beveiliging bij het type Mt ook het inbouwen van wegklapbare treden bij de deuren.

## Lijnen
| Lijn | Route | Geopend   | Lengte  | Aantal stations | Reistijd | Gem. snelheid. | Frequentie (in min.) |
| ---- | --- | --------- | ------- | --------------- | -------- | -------------- | -------------------- |
| 01   | Ginnheim ↔ Südbahnhof Ginnheim – Römerstadt – Nordwestzentrum – Stammstrecke A → Südbahnhof                          | 1968–1984 | 12,4 km | 20              | 26 min   | 28,6 km/h      | 7-15                 |
| 02   | Bad Homburg-Gonzenheim ↔ Südbahnhof Gonzenheim – Ndr.-Eschb. – Bonames – Mertonviertel – Stammstrecke A → Südbahnhof | 1971–1984 | 16,7 km | 21              | 31 min   | 32,3 km/h      | 7-15                 |
| 03   | Oberursel-Hohemark ↔ Südbahnhof Hohemark – Oberursel – Weißkirchen – Niederursel – Stammstrecke A → Südbahnhof       | 1978–1984 | 19,4 km | 28              | 43 min   | 27,0 km/h      | 15-30                |
| 04   | Enkheim ↔ Bockenheimer Warte Enkheim – Riederwald – BB Ost – Bornheim – Stammstrecke B – Hbf. → Bockenh. Warte       | 1980–2008 | 11,2 km | 15              | 23 min   | 29,2 km/h      | 10-30                |
| 05   | Preungesheim ↔ Hauptbahnhof Preungesheim – Eckenheim – Hauptfriedhof – Nordend – Stammstrecke B → Hbf.               | 1974–1978 | 7,8 km  | 16              | 21 min   | 22,3 km/h      | 5-10                 |
| 06   | Praunheim Heerstraße ↔ Ostbahnhof Praunheim – Ludwig-Landmann-Str. – Stammstrecke C → Ostbahnhof                     | 1986–1999 | 7,7 km  | 15              | 20 min   | 27,6 km/h      | 7-20                 |
| 07   | Enkheim ↔ Hausen Enkheim – Riederwald – Ostend – Stammstrecke C → Hausen                                             | 1986–1992 | 11,9 km | 20              | 27½ min  | 25,9 km/h      | 7-20                 |
| 08   | Riedberg ↔ Südbahnhof Riedberg – Niederursel – Stammstrecke A → Südbahnhof                                           | 1978–2010 | 12,3 km | 19              | 26 min   | 29,8 km/h      | 15-30                |
| 09   | Ginnheim ↔ Nieder-Eschbach Ginnheim – Nordwestzentrum – Niederursel – Riedberg – Bonames → Ndr.-Eschb.               | 1968–2010 | 10,3 km | 12              | 20 min   | 30,9 km/h      | 15-30                |

## Galerij

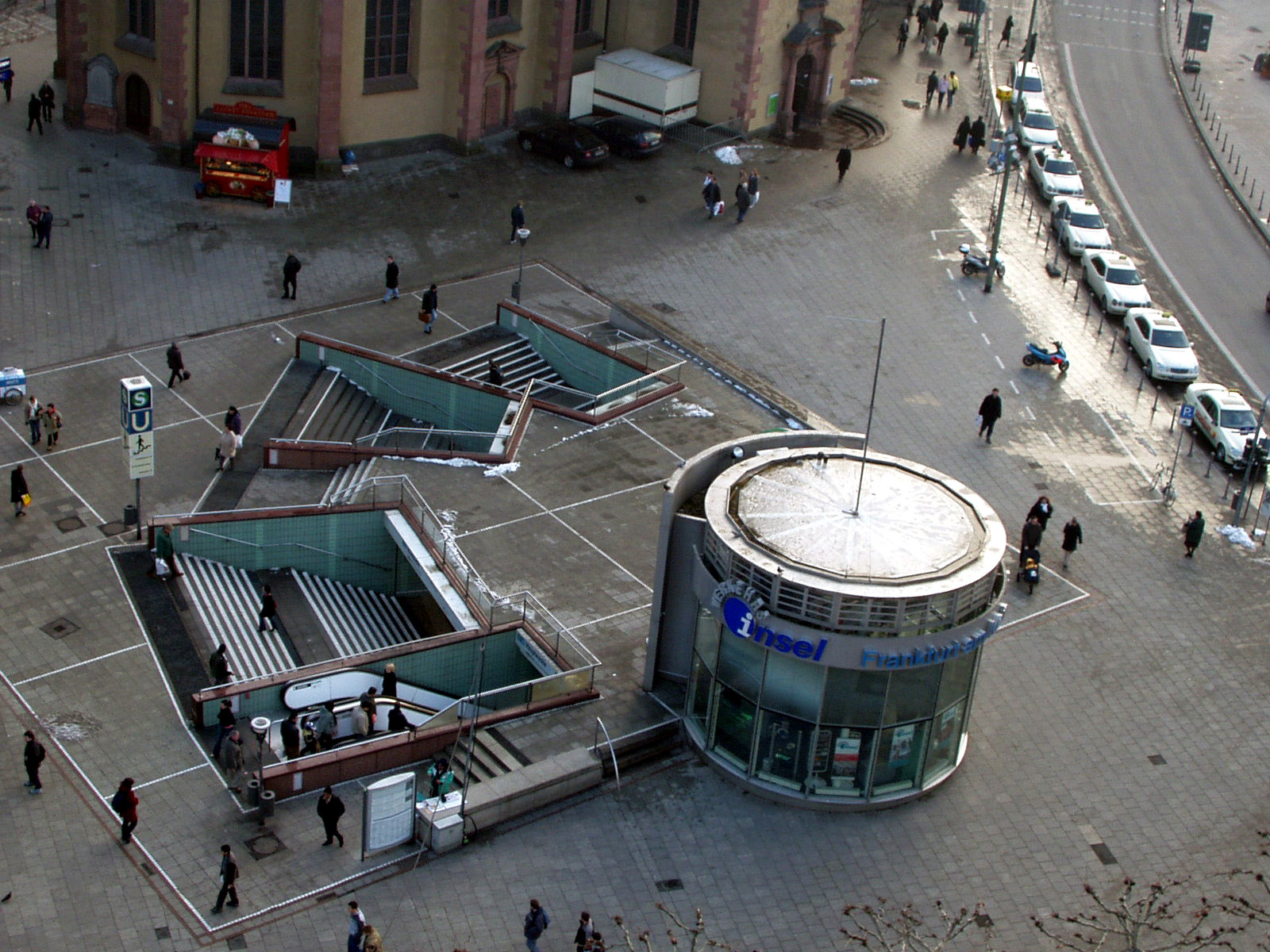
De ingang van het metrostation Hauptwache
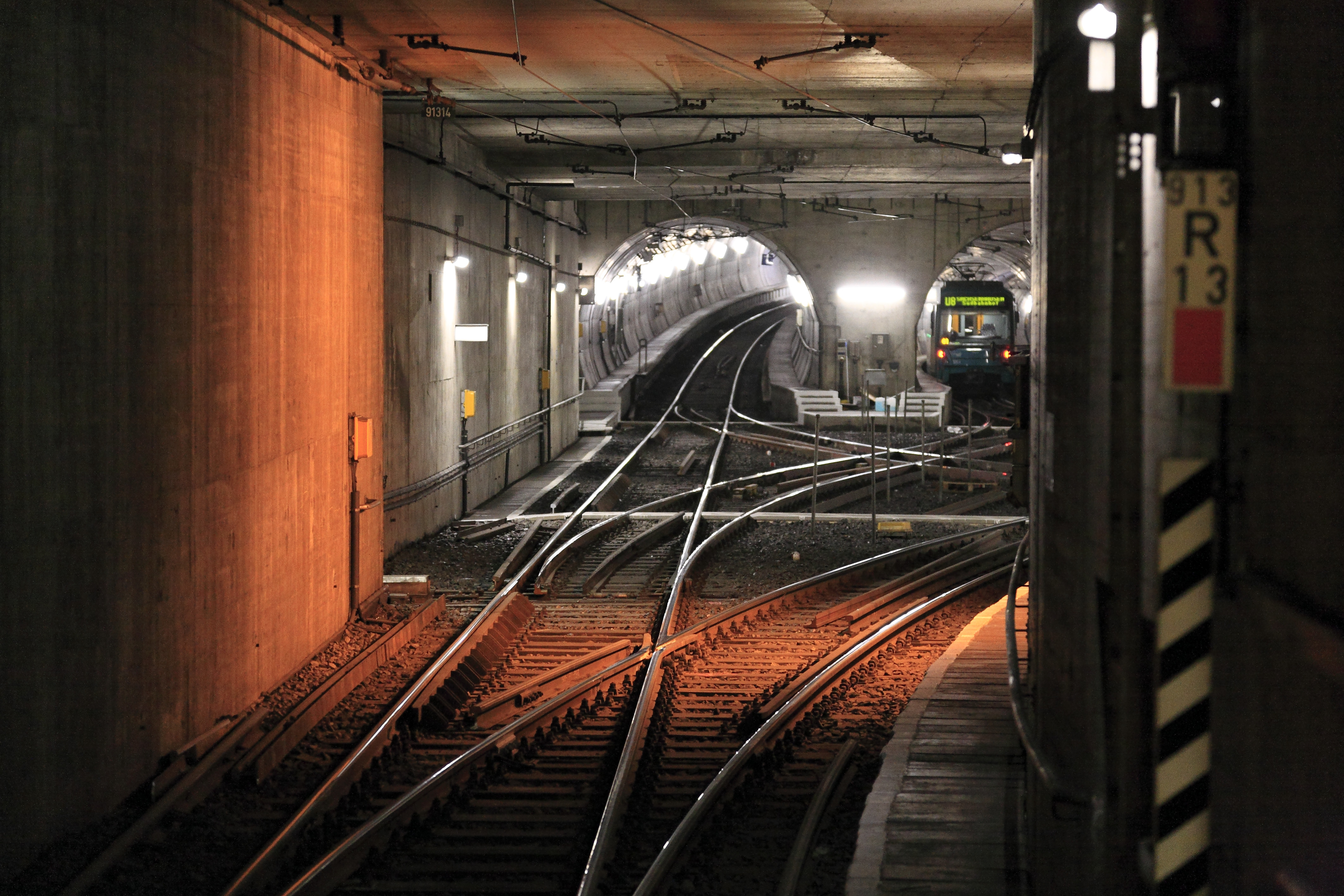
Tunnel bij station  Frankfurt Süd
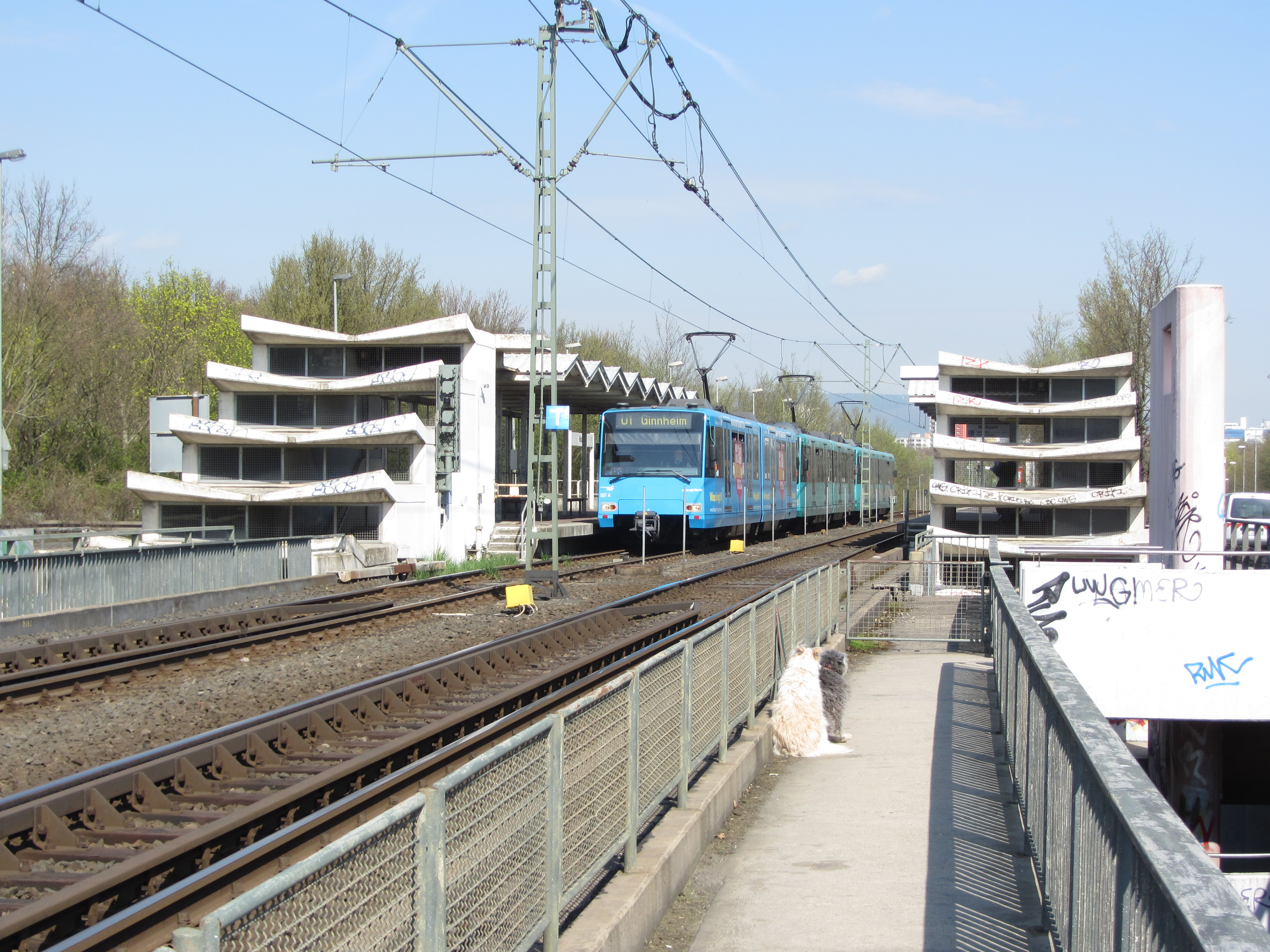
Verhoogde spoorlijn bij station Niddapark te Ginnheim
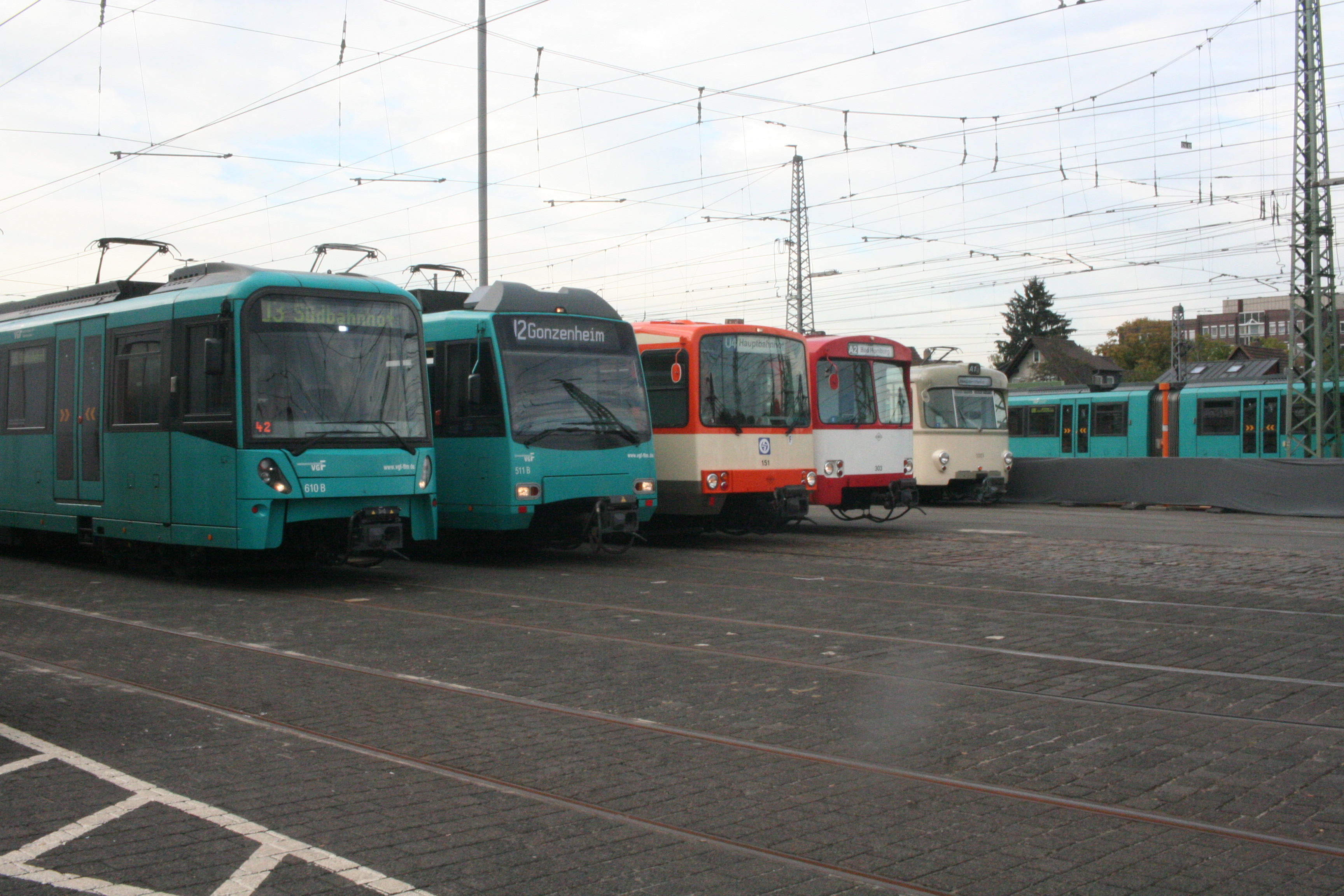
Overzicht van sneltramtypen in Frankfurt
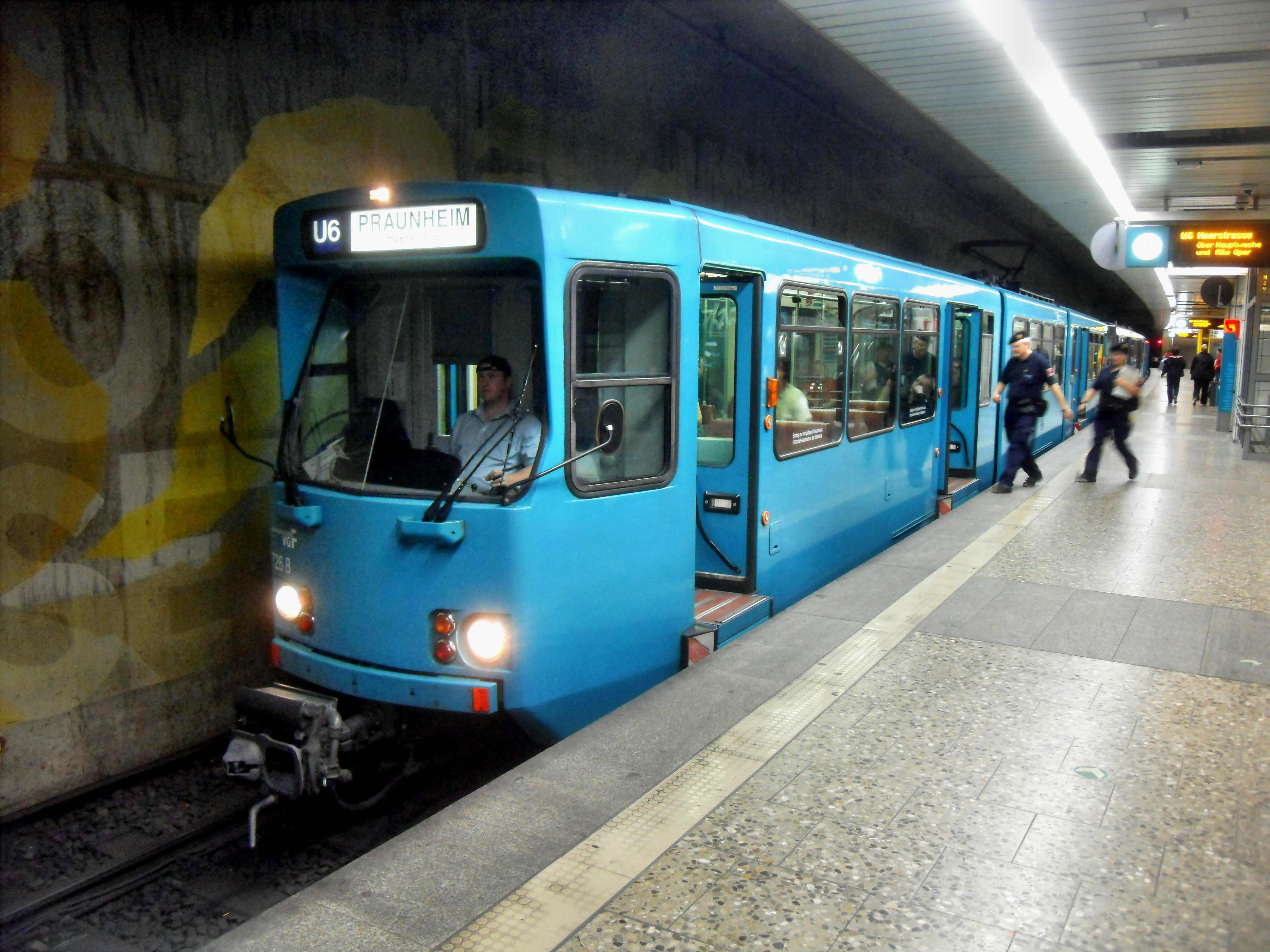
Het tramtype Pt in dienst op de lijn U6
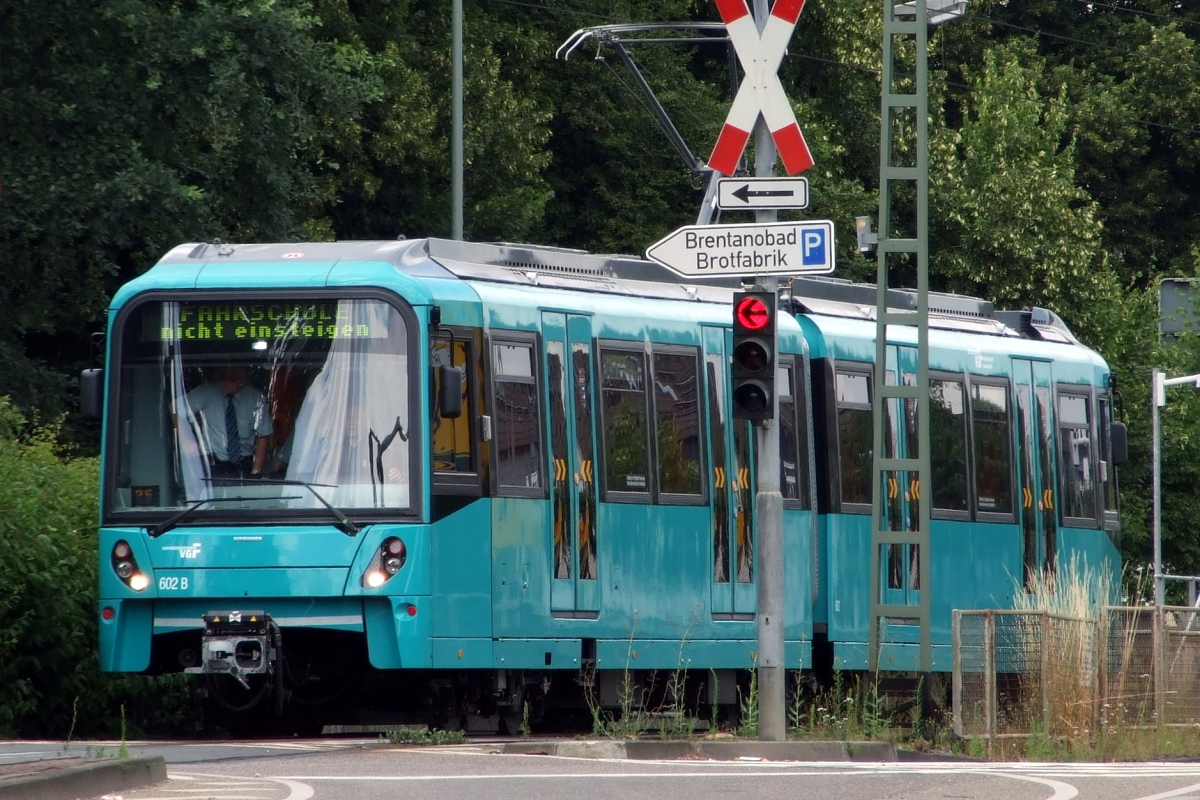
Sneltram van het type U5 nadert een wegkruising